# Brian Kibler
Brian McCormick Kibler  (sinh ngày 7 tháng 9 năm 1980) là một game thủ bài sưu tầm, nhà thiết kế trò chơi và streamer người Mỹ. Năm 2016, Kibler tham gia thiết kế Drawing Dead. Trước đó, anh từng thiết kế Ascension: Chronicle of the Godslayer cùng Justin Gary, Rob Dougherty và John Fiorillo, phụ trách phát triển Chaotic và SolForge, đồng thời là nhà thiết kế chính của World of Warcraft Trading Card Game. Tính đến năm 2016, anh giữ vai trò cố vấn thiết kế cho Eternal, ngoài công việc streaming và bình luận cho Hearthstone cùng một số giải đấu liên quan.
Kibler là một game thủ bài chuyên nghiệp, từng thành công rực rỡ tại Magic: The Gathering với 5 giải Pro Tour Top 8, vô địch Pro Tour Austin năm 2009 và Pro Tour Honolulu năm 2012. Anh cũng từng 13 lần lọt vào Grand Prix Top 8, và giành chiến thắng ba lần trong số đó - lần đầu tiên tại giải đấu được tổ chức vào mùa giải 1997–98 và gần đây nhất là Grand Prix Sendai. Tháng 8 năm 2004, anh giành chiến thắng trong sự kiện VS System Pro Circuit, nhận được 40.000 đô la phần thưởng, trở thành nhà vô địch đầu tiên của trò chơi. Do phải tạm dừng sự nghiệp của mình giữa chừng, tên tuổi Kibler sau đó đã được đưa vào Hall of Fame năm 2010.

## Sự nghiệp
Kibler bắt đầu sự nghiệp với Magic: The Gathering ở tuổi 15. Anh xếp hạng thứ 30 trong Đội hạng nhỏ của Giải Pro Tour đầu tiên, Pro Tour New York 1996. Kibler không đủ điều kiện tham gia Pro Tour cấp cao cho đến Pro Tour Chicago 1997, giải đấu mà anh đủ điều kiện tham dự nhờ giành chiến thắng tại Grand Prix Toronto 1997. Tất cả đối thủ của anh trong Top 8 Grand Prix Toronto đều đến làm việc tại Wizards of the Coast, bao gồm Mike Turian, Matt Place và Erik Lauer. Kibler cũng tham dự Pro Tour Los Angeles mùa giải 1997–1998 và lọt vào Top 64, tuy nhiên anh không trở lại Pro Tour cho đến mùa giải 1999–2000.
Kibler lần đầu tiên lọt vào Top 8 Pro Tour tại Pro Tour Chicago 2000. Đây cũng là giải đấu mà Kibler chính thức có biệt danh The Dragonmaster, sau khi đánh bại Jon Finkel ở vòng đấu xếp cặp và Zvi Mowshowitz ở tứ kết bằng sự kết hợp giữa Rith, the Awakener và Armadillo Cloak.  Anh sau đó để thua Kai Budde ở bán kết, giành vị trí thứ ba trên bảng xếp hạng chung cuộc. Đây là màn trình diễn Pro Tour thành công nhất của Kibler trước khi anh nghỉ thi đấu vào cuối mùa giải 2004. Năm 2005, Kibler là một trong số ít người chơi được Wizards of the Coast tưởng niệm bằng thẻ tham khảo sưu tầm "Pro Player".
Sau khi rời bỏ Magic vài năm (trong khi làm việc tại Upper Deck - đối thủ cạnh tranh trực tiếp của Wizards), anh trở lại vào năm 2009. Kibler tuyên bố một yếu tố chính thúc đẩy sự trở lại của anh là mong muốn được tham gia Magic: The Gathering Hall of Fame, tổ chức lần đầu vào năm sau khi anh nghỉ hưu. Kibler lọt vào Top 8 tại Pro Tour Honolulu trước khi giành chiến thắng tại Pro Tour Austin, đánh bại Tsuyoshi Ikeda trong trận chung kết. Cuối năm đó, anh lọt vào danh sách top 10 người chơi xuất sắc nhất của năm tại Magic Pro Tour, đạt đủ điểm để được mời tham dự các giải vô địch lớn. Ngoài ra, anh đứng thứ 6 về số phiếu bầu của ủy ban người chơi dành cho những tên tuổi xứng đáng vào Bảo tàng Danh vọng năm 2009, với khoảng 20% phiếu bầu. Trong năm 2010, phong độ của Kibler đã mang lại cho anh danh hiệu Grand Prix thứ ba, một Pro Tour Top 8 khác, và cuối cùng là cơ hội bước vào Đại sảnh Danh vọng. Tên tuổi Kibler đã được đưa vào Hall of Fame Class năm 2010, cùng với Gabriel Nassif và Bram Snepvangers.
Trong mùa giải 2012, Kibler lọt vào Top 8 Pro Tour lần thứ 5 trong sự nghiệp tại Pro Tour Dark Ascension ở Honolulu. Top 8 bao gồm hai thành viên Hall of Fame khác là Jon Finkel và Jelger Wiegersma. Brian Kibler đánh bại Finkel ở bán kết - trong một trận đấu được các nhà bình luận coi là một trong những trận đấu hay nhất trong lịch sử Magic. Điều này dẫn đến việc Kibler phải thi đấu với đồng đội Paulo Vitor Damo da Rosa trong trận chung kết. Kibler sau đó đánh bại Damo da Rosa 3–2 và giành danh hiệu Pro Tour thứ hai. Nhờ giành chiến thắng trong Pro Tour, Kibler đủ điều kiện tham gia Giải vô địch người chơi Magic đầu tiên. Kibler sau đó trở thành Nhà vô địch Quốc gia Hoa Kỳ khi trở thành người chơi có số Điểm Pro cao nhất sau Pro Tour Avacyn Restored, dẫn dắt Đội tuyển Quốc gia Hoa Kỳ đến vị trí thứ 12 tại World Magic Cup.
Tính đến năm 2017, Kibler đã kiếm được tổng cộng $ 279.747 tiền thưởng nhờ chiến thắng trong các giải đấu.

### Hearthstone
Kibler cũng tham gia chơi Hearthstone, và giành chiến thắng trong các giải đấu ChallengeStone vào tháng 5/2015 và tháng 11/2016, giải đấu sau đó diễn ra tại BlizzCon 2016. Anh giành vị trí thứ hai trong cuộc thi GEICO Brawl # 1 tháng 7 năm 2015. Kibler cũng từng giữ vai trò bình luận viên các giải đấu Hearthstone, bao gồm cả các giải đấu BlizzCon và Championship. Kibler thường xuyên phát trực tuyến Hearthstone trên Twitch - anh nổi tiếng trong cộng đồng game thủ là người có tài ăn nói, bình tĩnh và hiếm khi nổi giận. Anh tuyên bố thích chơi chế độ Constructed hơn Arena.
Tháng 10 năm 2019, Kibler thông báo rằng anh sẽ không còn làm bình luận viên cho các sự kiện của Blizzard. Nguyên nhân là vì quyết định gây tranh cãi của Blizzard khi cấm game thủ Ng Wai Chung do tuyên bố "tiến hành giải phóng Hồng Kông, cuộc cách mạng của thời đại chúng ta". Kibler nói rằng mặc dù anh đồng ý với việc Blizzard có biện pháp xử lý, nhưng hình phạt thực tế lại quá khắc nghiệt. Do đó, anh có thể "thực tế sẽ không bao giờ liên hệ với Hearthstone nữa". Dù vậy, anh vẫn thường xuyên stream Hearthstone sau này.

## Đời tư
Kibler lớn lên ở Hampstead, New Hampshire. Anh theo học trường nội trú tại Học viện Phillips ở Andover, Massachusetts. Sau đó, anh học Đại học Emory ở Atlanta, Georgia, chuyên ngành Triết học và Tôn giáo.
Ngày 12 tháng 10 năm 2014, Kibler kết hôn với Natalie Warren. Đến ngày 21 tháng 12 năm 2019, Kibler thông báo rằng anh và vợ đã ly thân.